# Squid (groupe)
 (août 2024).
La mise en forme du texte ne suit pas les recommandations de Wikipédia : il faut le « wikifier ».
Les points d'amélioration suivants sont les cas les plus fréquents. Le détail des points à revoir est peut-être précisé sur la page de discussion.
- Les titres sont pré-formatés par le logiciel. Ils ne sont ni en capitales, ni en gras.
- Le texte ne doit pas être écrit en capitales (les noms de famille non plus), ni en gras, ni en italique, ni en « petit »…
- Le gras n'est utilisé que pour surligner le titre de l'article dans l'introduction, une seule fois.
- L'italique est rarement utilisé : mots en langue étrangère, titres d'œuvres, noms de bateaux, etc.
- Les citations ne sont pas en italique mais en corps de texte normal. Elles sont entourées par des guillemets français : « et ».
- Les listes à puces sont à éviter, des paragraphes rédigés étant largement préférés. Les tableaux sont à réserver à la présentation de données structurées (résultats, etc.).
- Les appels de note de bas de page (petits chiffres en exposant, introduits par l'outil «  Source ») sont à placer entre la fin de phrase et le point final[comme ça].
- Les liens internes (vers d'autres articles de Wikipédia) sont à choisir avec parcimonie. Créez des liens vers des articles approfondissant le sujet. Les termes génériques sans rapport avec le sujet sont à éviter, ainsi que les répétitions de liens vers un même terme.
- Les liens externes sont à placer uniquement dans une section « Liens externes », à la fin de l'article. Ces liens sont à choisir avec parcimonie suivant les règles définies. Si un lien sert de source à l'article, son insertion dans le texte est à faire par les notes de bas de page.
- La présentation des références doit suivre les conventions bibliographiques. Il est recommandé d'utiliser les modèles {{Ouvrage}}, {{Chapitre}}, {{Article}}, {{Lien web}} et/ou {{Bibliographie}}. Le mode d'édition visuel peut mettre en forme automatiquement les références.
- Insérer une infobox (cadre d'informations à droite) n'est pas obligatoire pour parachever la mise en page.

Pour une aide détaillée, merci de consulter Aide:Wikification.
Si vous pensez que ces points ont été résolus, vous pouvez retirer ce bandeau et améliorer la mise en forme d'un autre article.
Squid est un groupe post-punk anglais originaire de Brighton, en Angleterre. Composé du chanteur et batteur Ollie Judge, des guitaristes Louis Borlase et Anton Pearson, du bassiste Laurie Nankivell et du claviériste Arthur Leadbetter, il est actuellement basé à Bristol.
Squid sort son deuxième EP, Town Centre, en 2019 sur Speedy Wunderground, et a depuis sorti quatre singles sur Warp Records,. Son premier album, Bright Green Field, sort chez Warp Records le 7 mai 2021. Il est largement acclamé par la critique et se place à la 4e place du UK Albums Chart. Son deuxième album, O Monolith, sort en 2023 et rencontre un succès similaire.

## Historique
Squid est formé à Brighton, en Angleterre, en 2016. Il dit être influencé par des groupes comme Neu! et This Heat. Leur deuxième EP, intitulé Town Centre, sort en 2019. Il est acclamé par la critique,. Town Centre est produit par Dan Carey et publié sur Speedy Wunderground. En mars 2020, Squid signe avec Warp Records et sort cinq singles chez eux, jusqu'en avril 2021. Le groupe prévoyait une tournée européenne en 2020, avant la pandémie de COVID-19.
Le groupe profite du confinement, en passant une grande partie de l'année 2020 à enregistrer son premier album, Bright Green Field, pour lequel il travaille à nouveau avec le producteur Dan Carey (en). L'album sort le 7 mai 2021, poussé par trois singles, Narrator, Paddling et Pamphlets.
Squid se produit au festival de Glastonbury en juin 2022, puis aux festivals Rock en Seine et Paredes de Coura en août 2022.
Le groupe enregistre son deuxième album, O Monolith, dans le Wiltshire début 2022. Il sort le 9 juin 2023, toujours chez Warp Records.

## Membres
Actuels
- Ollie Judge – chant, batterie
- Louis Borlase – guitare, basse, chant
- Arthur Leadbetter – claviers, cordes, violoncelle, percussions
- Laurie Nankivell – basse, cuivres, percussions
- Anton Pearson – guitare, basse, chant, percussions

Squid au festival Wide Awake en 2021
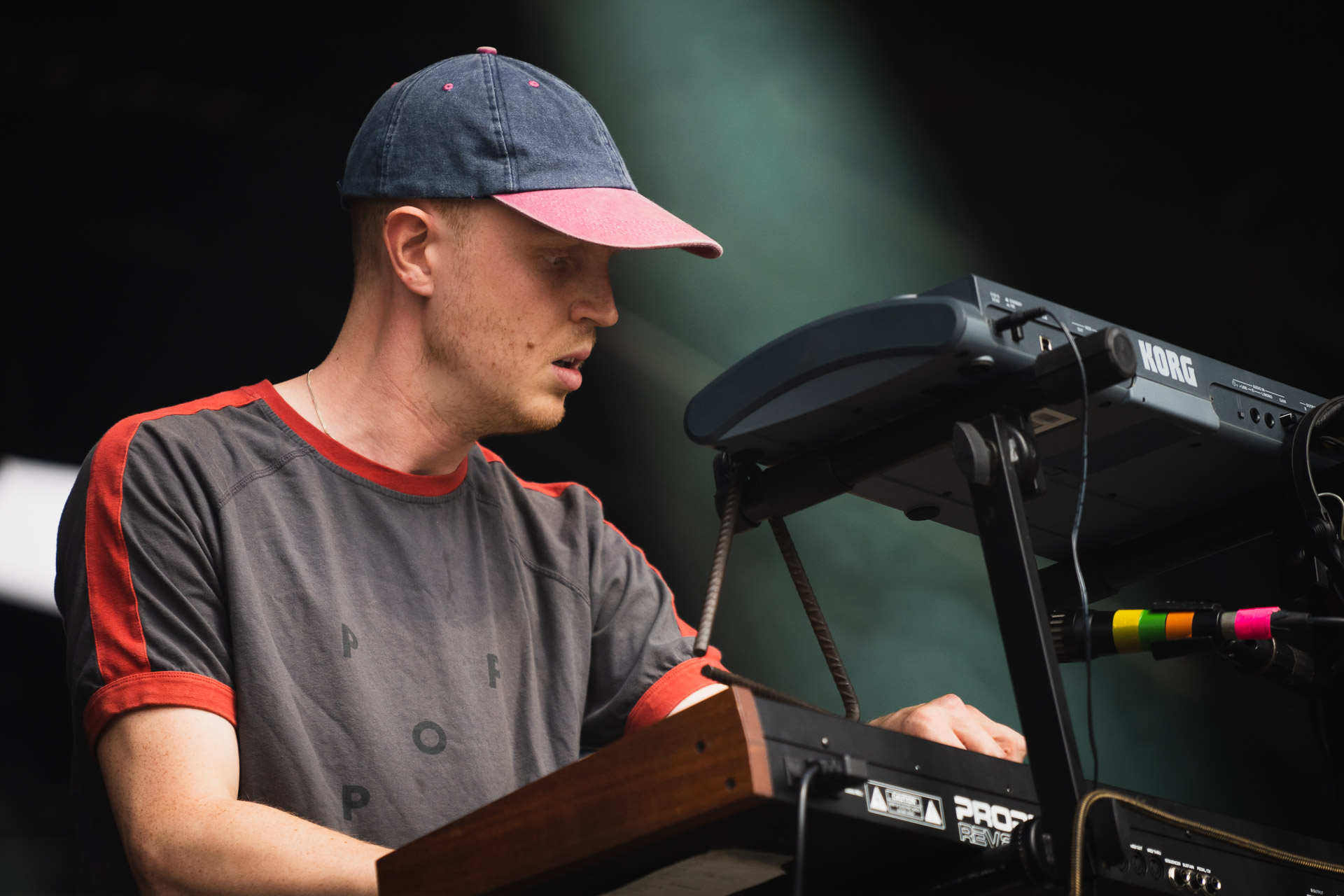
Arthur Leadbetter
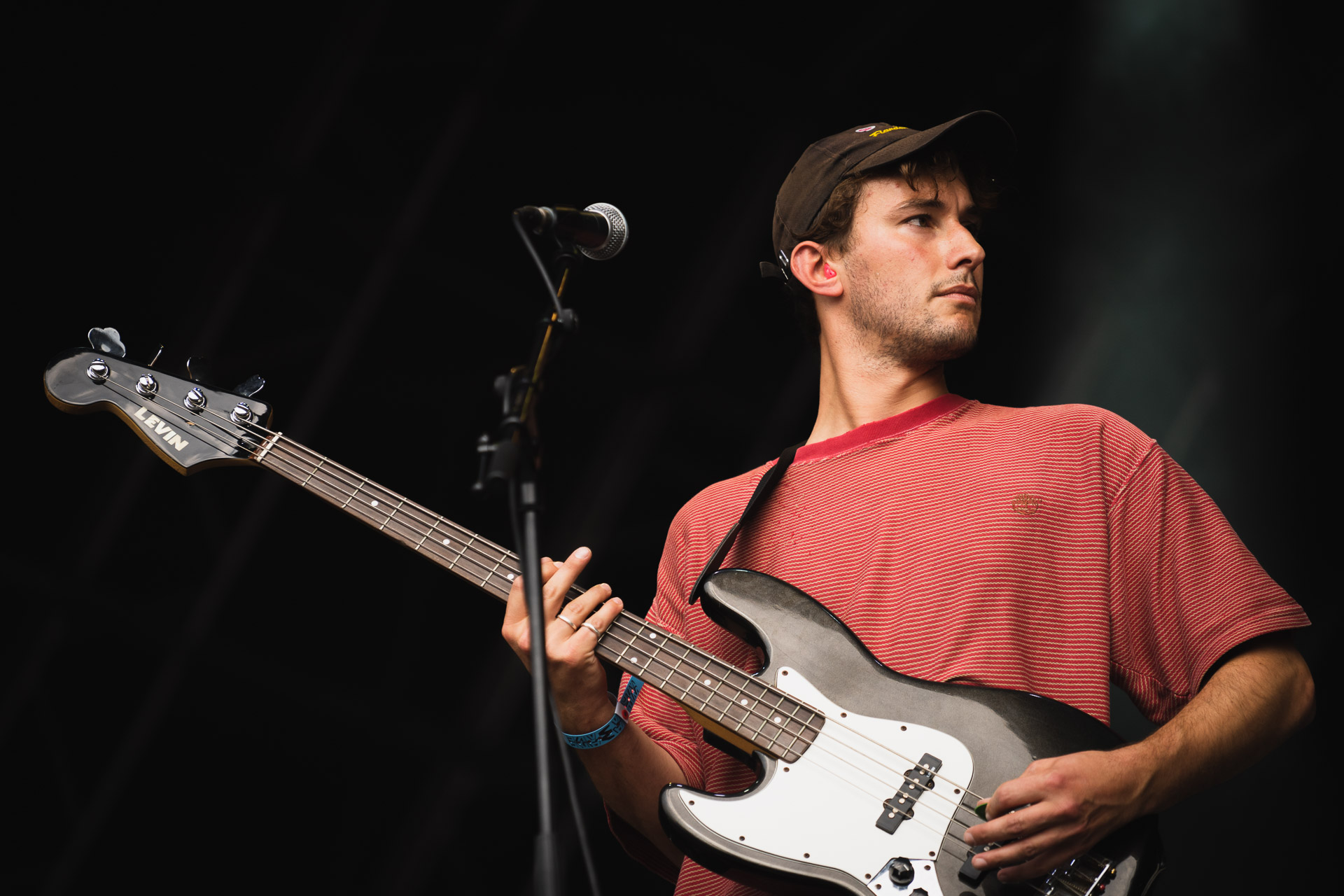
Louis Borlase
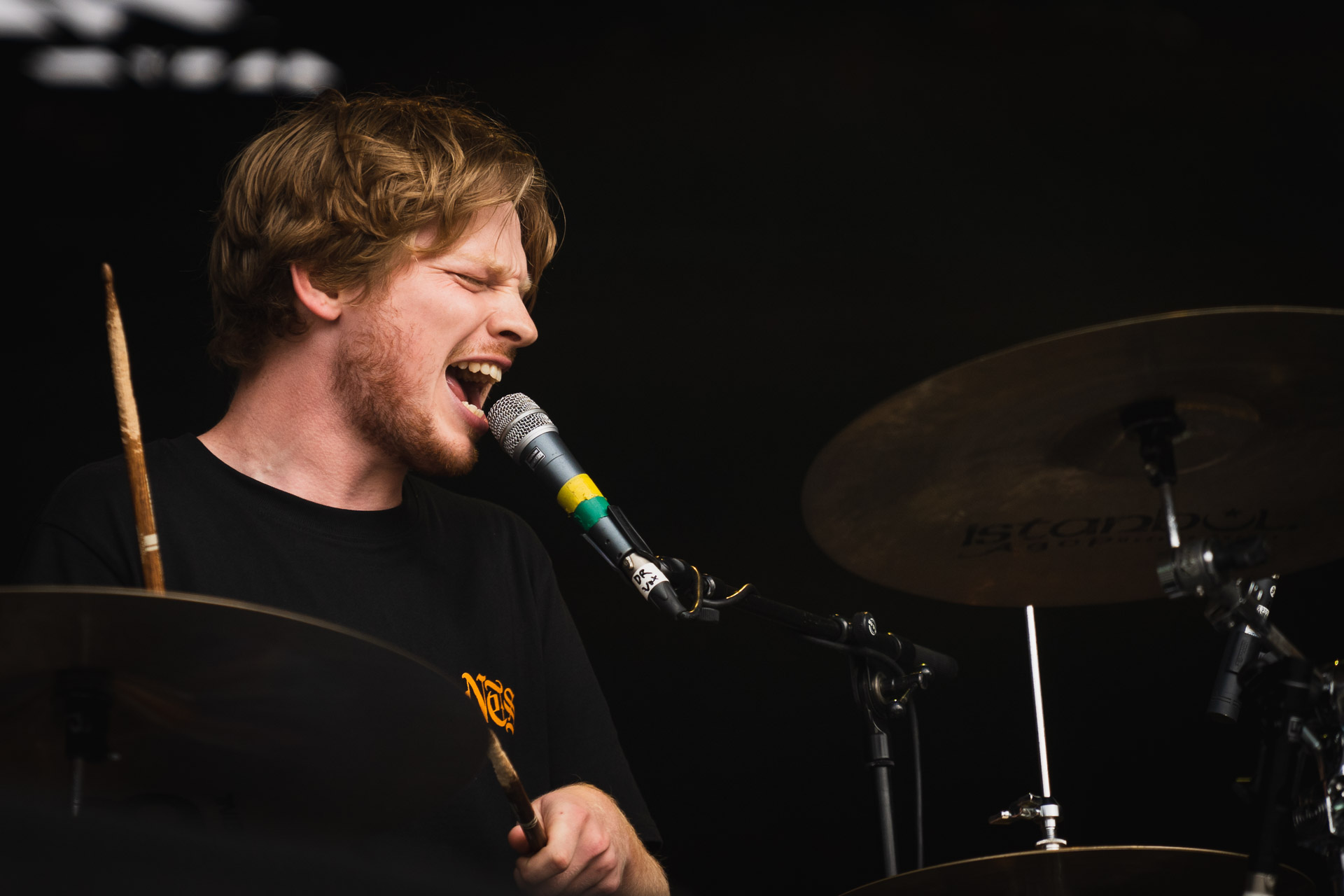
Ollie Judge
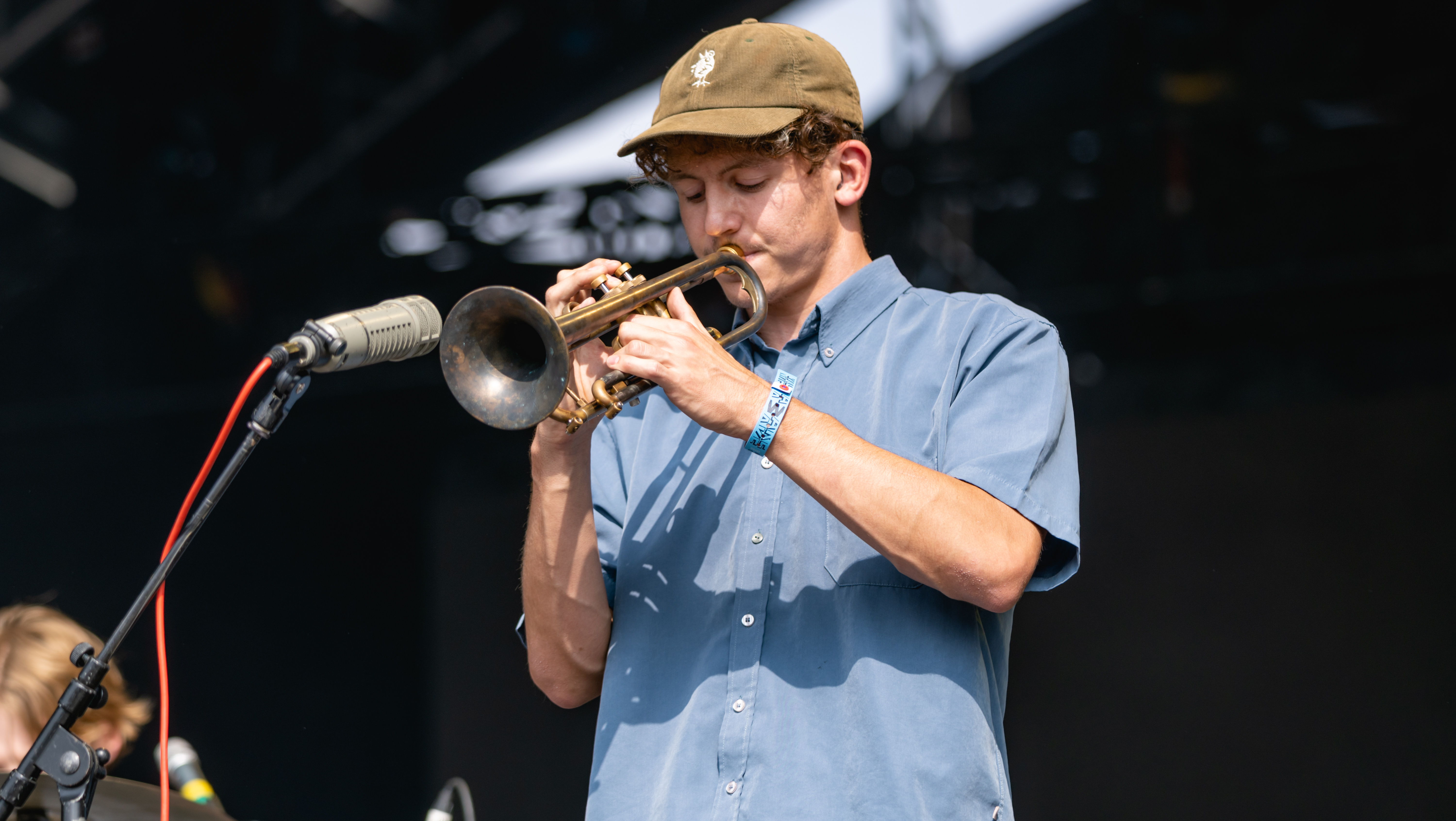
Laurie Nankivell
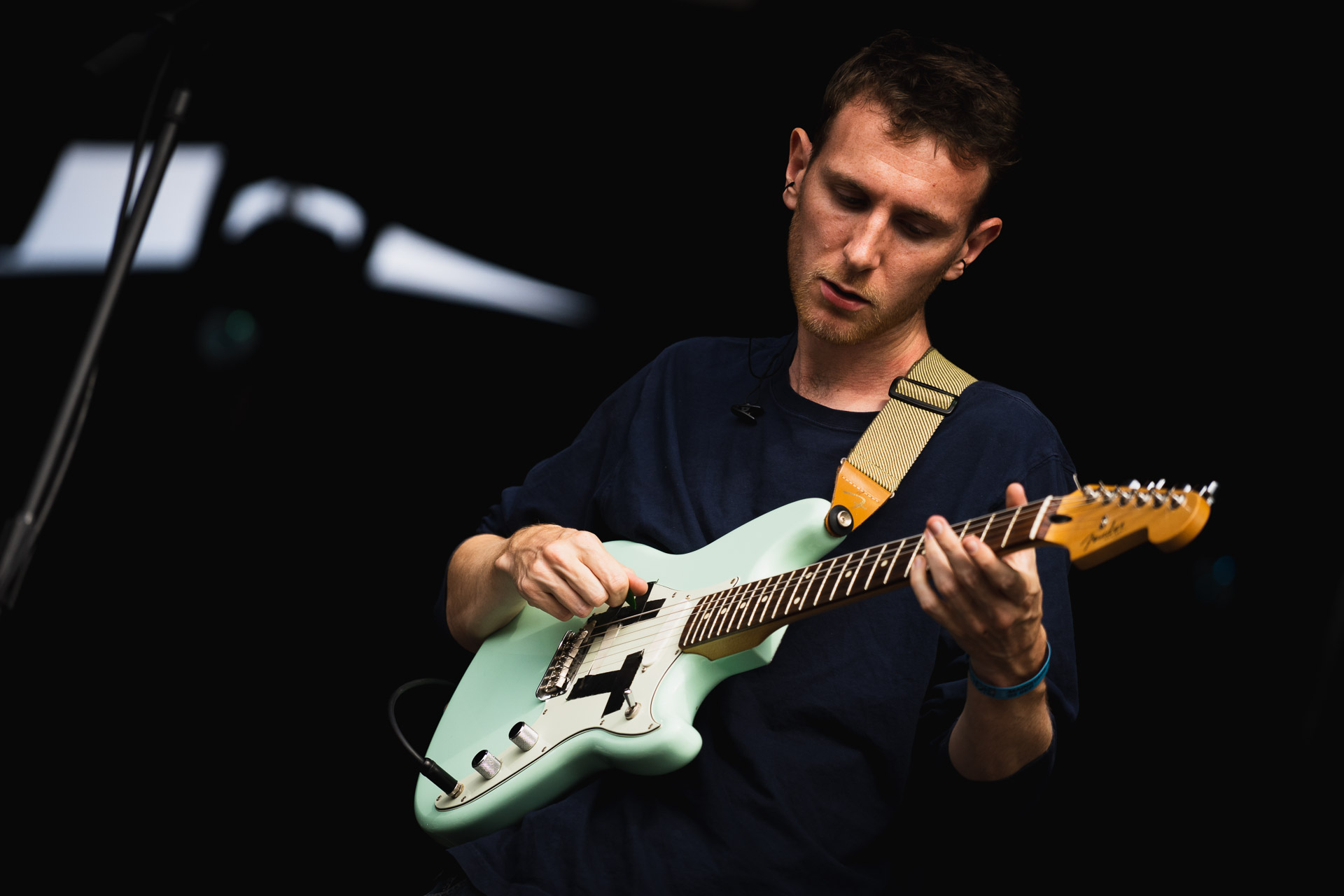
Anton Pearson

## Discographie

### Albums studio
- 2021 - Bright Green Field (Warp Records)
- 2023 - O Monolith (Warp Records)
- 2025 - Cowards (Warp Records)

### EP
- LINO (2017, Bear on a Bicycle)
- Town Centre (2019, Speedy Wunderground)
- Natural Ressources (2020, Warp)[8]
- Near the Westway (2021, Warp)

### Singles
- 2016 : Perfect Teeth (2016, Warp)
- 2018 : Terrestrial Changeover Blues (2007-2012)
- 201! : The Dial
- 2019 : Houseplants
- 2019 : The Cleaner (sur l'EP Town Centre)
- 2019 : Match Bet (sur l'EP Town Centre)
- 2020 : Sludge
- 2020 : Broadcaster
- 2021 : Narrator (sur l'album Bright Green Field)
- 2021 : Paddling (sur l'album Bright Green Field)
- 2021 : Pamphlets (sur l'album Bright Green Field)
- 2021 : America!
- 2023 : Swing (In A Dream) (sur l'album O Monolith)
- 2023 : Undergrowth (sur l'album O Monolith)
- 2023 : The Blades (sur l'album O Monolith)
- 2024 : Fugue (Bin Song)